# Опішнянський опорний заклад загальної середньої освіти І-ІІІ ступенів
Опішня́нський опорний заклад загальної середньої освіти І-ІІІ ступенів — спеціалізований навчальний заклад I–III ступенів  Зіньківської районної ради Полтавської області з поглибленим вивченням точних наук.

## Історія
Опішнянська спеціалізована школа І-ІІІ ступенів введена в експлуатацію як Опішнянська середня школа в 1932 році.
За період функціонування з 1936 по 2006 навчальний рік заклад забезпечив здобуття загальної середньої освіти 4093 своїм вихованцям.

## Навчально-виховний процес
Мікрорайон обслуговування включає територію Опішнянської селищної та Попівської сільської ради. Проектна потужність будівель, приміщень та матеріально-технічна база розрахована на 360 учнівських місць.
Навчально-виховний процес здійснюється в одну зміну. Має 26 класів-комплектів (з них 9 спеціалізованих).

## Профілі навчання
- Фізико-математичний
- Технологічний (юнаки 10-11 класів, автосправа) — учні вивчають автосправу і мають можливість після закінчення курсу отримати права водія категорії «С».
- Загальноосвітній

## Устаткування
До послуг учителів та учнів:
- 28 класних кімнат та навчальних кабінетів;
- два спортивних зали;
- комп'ютерний клас на 15 робочих місць;
- кімната практичного психолога;
- кабінет логопеда;
- їдальня на 100 посадкових місць та шкільний буфет;
- методичний кабінет;
- кімната бойової слави;
- шкільний історико-краєзнавчий музей;
- майстерні по обробці дерева та металу;
- майстерня по обробці тканини;
- автокласи;
- навчальні автомобілі.
- 2 комп'ютерних класи, підключені до мережі Інтернет.

Територія шкільного подвір'я займає 3,1 га. Заклад забезпечений водою з центральної водогінної мережі, має власну турбо-генераторну газову котельню. Виконання навчально-дослідницьких робіт проводиться на земельній ділянці розміром 0,07 га.